# Małgorzata Świder
Małgorzata Świder – profesor nauk humanistycznych w dyscyplinie historia, polska historyk specjalizująca się w historii Niemiec po 1945 r., stosunkach polsko-niemieckich w XX wieku, najnowszej historii Śląska. Redaktor naczelna czasopisma historycznego „Res Gestae”. Zawodowo związana z Uniwersytetem Komisji Edukacji Narodowej w Krakowie.
Od 2024 roku pełni funkcję dyrektora Akademickiego Centrum Badań Środkowoeuropejskich i Niemcoznawczych Uniwersytetu Komisji Edukacji Narodowej.

## Życiorys
Po ukończeniu szkoły średniej studiowała w Wyższej Szkole Pedagogicznej im. Powstańców Śląskich w Opolu, które ukończyła w 1990 r., zdobywając tytuł magistra historii. W latach 1990–1992 kształciła się na studiach z języka niemieckiego na Uniwersytecie w Kolonii, a w latach 1992–1996 studiowała na tamtejszym Wydziale Filozoficznym, na którym w latach 1997-2001 była doktorantką u Herberta Hömiga. Jednocześnie studiowała od 1999 r. na Uniwersytecie w Dortmundzie. W 2001 roku uzyskała w Niemczech stopień naukowy doktora nauk filozoficznych na podstawie rozprawy doktorskiej pt. Die sogenannte Entgermanisierung im Oppelner Schlesien in den Jahren 1945-1950 unter besonderer Berücksichtigung der Namensänderungen und in Bezug auf die gesellschaftspolitischen Veränderungen. 
Od 2001 r. zatrudniona w Instytucie Historii Uniwersytetu Opolskiego. W 2016 r. uzyskała stopień doktora habilitowanego nauk humanistycznych w dyscyplinie historia na podstawie rozprawy habilitacyjnej "Stanowisko Socjaldemokratycznej Partii Niemiec wobec Polski w latach 1980-1989". Od października 2019 zatrudniona w Instytucie Historii i Archiwistyki Uniwersytetu Pedagogicznego w Krakowie. Od marca 2024 r. profesor nauk humanistycznych w dyscyplinie historia. 
Autorka i redaktorka kilku książek i rozpraw naukowych publikowanych po polsku, niemiecku, angielsku i czesku. Od 2009 r. członek rady naukowej serii wydawniczej „Edice Erudica” w Wydawnictwie Nakladatelství EPOCHA s.r.o. w Pradze. Od 2015 r. członek międzynarodowej rady redakcyjnej czasopisma Civilia: odborná revue pro didaktiku společenských věd (Uniwersytet Palackiego w Ołomuńcu). W latach 2009–2012 członek rady naukowej „Pro Lusatia. Opolskie Studia Łużycoznawcze”; w latach 2005-2010 członek rady redakcyjnej „Przeglądu Stosunków Międzynarodowych” (Instytut Politologii UO).
Od 2010 r. członek German Studies Association – USA; od 2014 r. członek The Archives Committee German Studies Association. Aktywny członek Polskiego Towarzystwa Historycznego (od 2006 r. członek Zarządu Oddziału Opolskiego PTH, w latach 2009–2012 członek sądu koleżeńskiego PTH Pierwszej Instancji przy Zarządzie Głównym PTH, w latach 2012-2022 sekretarz Komisji Rewizyjnej PTH przy Zarządzie Głównym PTH).
W latach 2008-2012 pełniła w Instytucie Historii UO funkcję zastępcy dyrektora ds. naukowych i współpracy z zagranicą.

## Publikacje
Do jej ważniejszych publikacji należą
- M. Świder, 2022,Niemiecka Federacja Związków Zawodowych wobec wydarzeń w Polsce w latach 1983-1990, Wydawnictwo Naukowe Uniwersytetu Pedagogicznego im. KEN w Krakowie, Kraków 2022.
- B. Alavi, M. Świder (red.), 2022, Gedenktage im Schatten des Populismus, Mattes Verlag, Heidelberg. M. Świder, 2020, Niemiecka Federacja Związków Zawodowych wobec wydarzeń w Polsce w latach 1980-1983, Warszawa, Katowice: Instytut Pamięci Narodowej – Komisja Ścigania Zbrodni przeciwko Narodowi Polskiemu. Oddział w Katowicach.
- M. Świder, S. Górzna, B. Springer, 2019, Muzułmanie i islam w Niemczech – perspektywa polityczna, prawna i kulturowa, Kraków.
- M. Świder (red.), 2018, Opolanie znani i nieznani: czasy po II wojnie światowej. Część 2, Biblioteczka Opolskiego Maturzysty, nr 7, Polskie Towarzystwo Historyczne Oddział w Opolu, Opole.
- M. Świder, 2015, Stanowisko Socjaldemokratycznej Partii Niemiec wobec Polski w latach 1980–1989, Wydawnictwo Uniwersytetu Opolskiego, Opole, s. 533.
- M. Świder, 2013, Die katholische Kirche in Polen und die SPD in den 1980er Jahren, Archiv der sozialen Demokratie, Bonn, s. 126.
- M. Świder, 2011, Z perspektywy Bonn. Przemiany polityczne w Polsce w latach 1980–1989, Wydawnictwo Adam Marszałek, Toruń, s. 274.
- M. Świder, 2002, Die sogenannte Entgermanisierung im Oppelner Schlesien in den Jahren 1945–1950, Europaforum-Verlag, Lauf, s. 461.
- K. Łabędź, M. Świder (red.), 2014, Opozycja antykomunistyczna w krajach bloku wschodniego w latach 1945–1989, praca zbiorowa, Księgarnia Akademicka, Kraków, s. 380.
- M. Świder (red.), 2010, Polityka i humanitaryzm. 1980–1989, praca zbiorowa, Wydawnictwo Adam Marszałek, Toruń, s. 273.
- D. Kisielewicz, M. Świder (red.), 2009, Marzec ‘68 z czterdziestoletniej perspektywy, praca zbiorowa, Wydawnictwo Uniwersytetu Opolskiego, Opole, s. 318.
- M. Świder (red.), 2009, Młodzież kontra system. Rola młodzieży w walce o niepodległość 1945–1989, praca zbiorowa, Polskie Towarzystwo Historyczne, Opole, s. 158.
- M. Świder, M. Patelski (red.), 2007, Opolskie drogi do niepodległości, praca zbiorowa, Wydawnictwo Solpress, Opole.